# Zandsuppletieontwerp

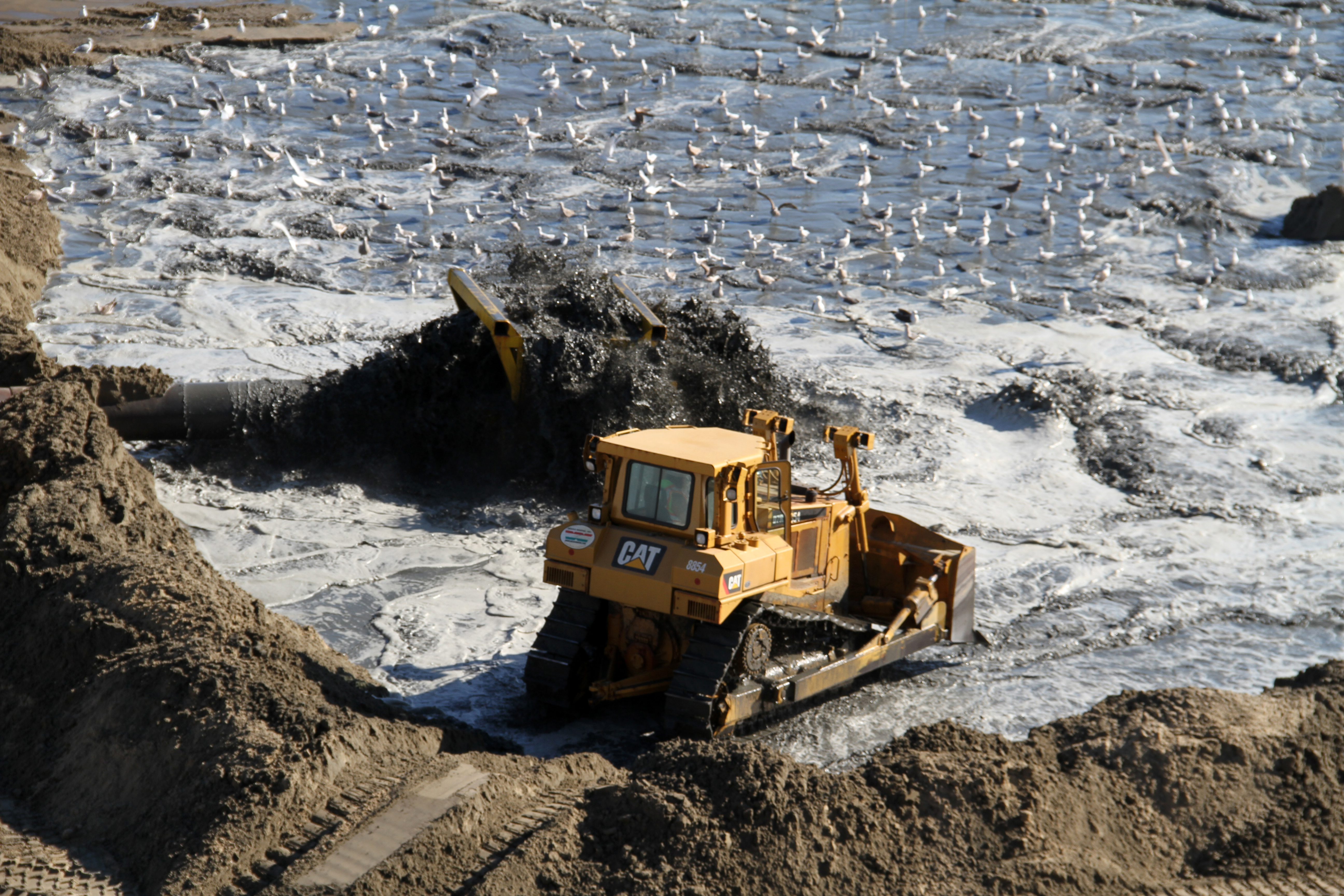
Zandsuppletie in uitvoering

Een zandsuppletie om het strand te verbreden en de kustlijn te handhaven kan ontworpen worden aan de hand van wiskundige rekenmodellen of aan de hand van strandmetingen. In de Nederlandse, Belgische en Noord-Duitse praktijk wordt vooral gebruik gemaakt van meetgegevens, terwijl elders vooral van wiskundige modellen gebruik wordt gemaakt. Een suppletieontwerp ten behoeve van kustlijnhandhaving en strandverbreding kan veel betrouwbaarder gemaakt worden op basis van meetgegevens, mits die aanwezig zijn. Als er geen goede, langjarige serie metingen van het strandprofiel is, moet men het ontwerp aan de hand van rekenmodellen maken. In Nederland wordt de kust al jaren jaarlijks gemeten (JarKus-metingen) en daarom wordt in Nederland voor het ontwerpen van suppleties om erosie tegen te gaan eigenlijk altijd de zeer betrouwbare methode gebaseerd op metingen gebruikt.

## Gebruik van metingen
Voor het compenseren van kusterosie is het ontwerp van een suppletie feitelijk heel simpel, er moet jaarlijks evenveel zand aangebracht worden als er jaarlijks door erosie verdwijnt. Een aanname daarbij is wel dat er geen wezenlijke verandering optreedt in het golfklimaat en de oriëntatie van de kustlijn. Bij de meeste suppletiewerken is dat een correcte aanname. Bij wezenlijke veranderingen van de kustoriëntatie is deze methode dus niet zonder meer bruikbaar (zoals bijv. bij het ontwerp van de zandmotor). In de praktijk moet de lengte van de suppletie 20-40 keer zo groot zijn als de breedte om deze methode te kunnen toepassen.
Kort samengevat bestaat de methode uit de volgende stappen:
1. Zorg dat er voldoende gemeten profielen zijn (minstens 10 jaar).
2. Bereken aan de hand van deze profielen het jaarlijks zandverlies (in m3/jaar) voor een kustsectie.
3. Vermenigvuldig deze hoeveelheid met een geschikte levensduur (bijv. 5 jaar).
4. Voeg een verliesfactor toe (orde 40%).
5. Plaats deze hoeveelheid zand ergens op het strand tussen de laagwaterlijn en de duinvoet.

Voor het bepalen van de hoeveelheid zand in het profiel kan dezelfde methode gebruikt worden als die voor de basiskustlijn gebruikt wordt. Gezien het feit dat de momentane kustlijn al de nodige jaren gemeten wordt en dus de achteruitgang van deze kustlijn is het bepalen van het zandverlies vrij simpel. Stel, de achteruitgang van de MKL is 5 m/jaar, dan is het jaarlijkse zandverlies 5*(2h) m3 per jaar per strekkende meter kustlijn. Hierin is 2h de hoogte van het actieve strandprofiel. Langs de Nederlandse kust is h in de buurt van Hoek van Holland in de orde van 4 m, dus in bovenstaand voorbeeld zou de erosie dus 40 m3 per jaar per strekkende meter kust zijn. Voor een suppletie met een lengte van 4 km en een levensduur van 5 jaar is dus 40*4000*5 = 80000 m3. Omdat er direct na aanleg extra zandverlies is, is een goede hoeveelheid 1,4 *80000 =  112000 m3. Dit is een zeewaartse verschuiving van 1,4*5*5= 35 m. 
In de praktijk van zandsuppleties (vanaf 1990) blijkt deze methode heel goed te werken. Ook uit analyses van suppleties in Noord-Duitsland blijkt dit een betrouwbare methode te zijn. 
Uitgangspunt is wel dat de korrelgrootte van het suppletiezand gelijk is aan het oorspronkelijke strandzand. Als dat niet het geval is, moet daarvoor gecorrigeerd worden. Bij een fijner zand in het wingebied zal de suppletiehoeveelheid groter moeten worden.

## Gebruik van wiskundige modellen

### Eenlijnmodel

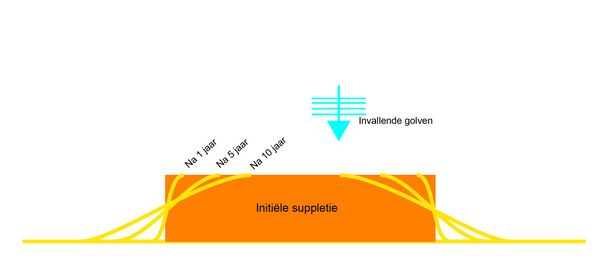
Verandering in een rechthoekige suppletie

Bij relatief brede en korte suppleties (zoals de zandmotor) kan een eenlijnmodel gebruikt worden. In dit model wordt de kust weergegeven door een enkele lijn (bijv. de momentane kustlijn) en een constant profiel langs de hele kustlijn. Voor ieder profiel wordt de oriëntatie van de kust ingegeven, en in ieder profiel wordt het zandtransport door de brandingsstroom berekend. Als in profiel 1 het zandtransport groter is dan in profiel 2, dan zal er tussen profiel 1 en 2 aanzanding plaatsvinden, voor details over het model. Doordat er aanzanding plaatsvindt, zal de kustoriëntatie veranderen, en dus ook het zandtransport. Hiermee kan de kustlijnverandering berekend worden. Zie verder het lemma over aanzanding.
Een klassiek voorbeeld is de berekening van een relatief korte en brede suppletie met recht invallende golven. Het eenlijnmodel kan heel goed voorspellen hoe zo'n suppletie zich in de tijd kan ontwikkelen.
Het rekenmodel Unibest van Deltares is een voorbeeld van een eenlijnmodel.

### Veldmodellen
Bij sterk tweedimensionale situaties, bijv. bij een zeegat of de monding van een estuarium, of als de suppletie zelf een sterk tweedimensionaal karakter heeft (zoals bij de zandmotor), is een aanpak met profielmetingen niet mogelijk. Ook is dan vaak een eenlijnmodel niet bruikbaar. In die gevallen wordt er een tweedimensionaal zandtransportmodel gemaakt (meestal met modellen als Delft3D van Deltares uit Delft of Mike21 van DHI in Denemarken). In zo'n model wordt de bodem van het gebied als een dieptekaart ingevoerd. Vervolgens wordt er een (getij)stromingsberekening en een golfdoordringingsberekening gemaakt. Daarna wordt in ieder dieptepunt het zandtransport berekend en uit het verschil in zandtransport tussen de verschillende punten wordt de aanzanding en erosie in alle vakjes berekend. Hiermee kan dan beoordeeld worden of een suppletie zich gedraagt als de bedoeling is.
Het probleem van dit type modellen is dat (afgezien van de behoorlijk lange rekentijden voor de computer) de resultaten nogal gevoelig zijn voor onnauwkeurigheden in de invoer. Zo moet aan de rand van het model de waterstanden en de stroomsnelheden goed ingevoerd worden, en moet het golfklimaat heel nauwkeurig bekend zijn. Ook variaties in de zandsamenstelling (korrelgrootte) hebben een grote invloed.

## Vooroeversuppleties
In plaats van het direct suppleren van het strand is het ook mogelijk om de vooroever (onderwateroever) te suppleren. Het voordeel daarvan is dat de uitvoering van de suppletie goedkoper is, en er geen direct effect van de werkzaamheden op het gebruik van het strand is. Het zand wordt dan in de loop der tijd door de golven van dieper water naar de kust getransporteerd. Een vooroeversuppletie wordt net zo als een strandsuppletie berekend, maar het gebruik van meetgegevens met strandprofielen is dan minder makkelijk, omdat een vooroeversuppletie geen nieuwe strandlijn geeft. Daarom wordt in die gevallen meestal een eenlijnmodel of een veldmodel gebruikt.